# 一加手机9RT
一加手机9RT是一加开发、基于Android系统的智能手机，发布于2021年10月13日。一加9RT搭载高通骁龙888處理器，主攝像頭搭载传感器IMX766，支持OIS光学防抖。